# Senan (Spagna)
Senan è un comune spagnolo di 35 abitanti situato nella comunità autonoma della Catalogna.